# Plitvički Vrh
Plitvički Vrh je naselje u slovenskoj Općini Gornjoj Radgoni. Plitvički Vrh se nalazi u pokrajini Štajerskoj i statističkoj regiji Pomurju. 

## Stanovništvo
Prema popisu stanovništva iz 2002. godine naselje je imalo 168 stanovnika.